# Antiochos XII Dionysos
Antiochus XII Dionysos (Epiphanes / Philopator / Callinicus), một vị vua của vương quốc Seleucid thời kỳ Hy Lạp hóa, người trị vì từ năm 87-84 trước Công nguyên, ông là con trai thứ năm của Antiochus VIII Grypus mang vương miện của nhà vua. Ông đã kế vị anh trai Demetrius III Eucaerus cai trị một vùng đất ly khai phía nam của những vùng đất Seleucid còn lại cuối cùng, về cơ bản bao gồm Damascus và vùng đất xung quanh.
Antiochus ban đầu được hỗ trợ từ lực lượng của triều đại Ptolemaios và là vị vua cuối cùng Seleucid còn có được danh tiếng quân sự, ngay cả khi nó chỉ còn trên một quy mô địa phương. Ông đã có một số cuộc tấn công vào lãnh thổ của các vị vua Do Thái thuộc triều đại Hasmonean, và đã cố gắng để kiểm soát sự trỗi dậy của người Nabataean Ả Rập. Một cuộc chiến chống lại họ bước đầu thành công, cho đến khi vị vua trẻ tuổi đã bị bắt trong khi cận chiến và bị giết bởi một người lính Ả Rập. Khi biết tin về cái chết của ông quân đội Syria bỏ trốn và hầu hết là chết trong sa mạc. Ngay sau đó,người Nabateans chinh phục Damascus.